# Muara Lintang Baru
Muara Lintang Baru is een bestuurslaag in het regentschap Empat Lawang van de provincie Zuid-Sumatra, Indonesië. Muara Lintang Baru telt 688 inwoners (volkstelling 2010).